# 阿蒂尼亚-翁桑
阿蒂尼亚-翁桑（法語：Attignat-Oncin，法語發音：[atiɲa ɔ̃sɛ̃]）是法国萨瓦省的一个市镇，属于尚贝里区。该市镇于1790-1794年间由阿蒂尼亚（Attignat）和翁桑（Oncin）合并而成。

## 地理
阿蒂尼亚-翁桑（45°30'30"N, 5°46'33"E）面积18.46 平方千米，位于法国奥弗涅-罗讷-阿尔卑斯大区萨瓦省，该省份为法国东部省份，历史上为薩伏依的一部分，北起上萨瓦省，西接伊泽尔省和安省，南部和东部与上阿尔卑斯省和意大利接壤。
与阿蒂尼亚-翁桑接壤的市镇（或旧市镇、城区）包括：拉博什、拉布里杜瓦尔、莱潘勒拉克、圣贝龙、维米讷。

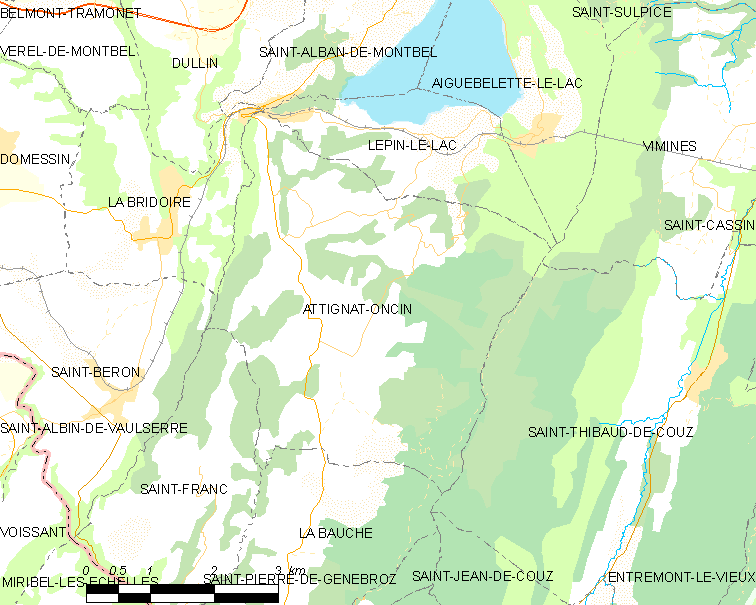
阿蒂尼亚-翁桑的OSM定位图

阿蒂尼亚-翁桑的时区为UTC+01:00、UTC+02:00（夏令时）。

## 行政
阿蒂尼亚-翁桑的邮政编码为73610，INSEE市镇编码为73022。

## 政治
阿蒂尼亚-翁桑所属的省级选区为勒蓬德博瓦桑县。

## 人口

1962-2008年间阿蒂尼亚-翁桑人口变化图示

阿蒂尼亚-翁桑于2022年1月1日时的人口数量为572人。